# Torneo de Río de Janeiro 2019
El Río Open 2019 fue un evento de tenis del ATP Tour 2019 en la serie ATP 500. Se disputó en Río de Janeiro, Brasil en el Jockey Club Brasileiro desde el 18 hasta el 24 de febrero de 2019.

## Distribución de puntos
| Modalidad            | Campeón | Finalista | Semifinales | Cuartos de final | 2.ª ronda | 1.ª ronda | Clasificados | 2.ª ronda de clasificación | 1.ª ronda de clasificación |
| Individual masculino | 500     | 330       | 200         | 100              | 50        | 0         | 25           | 13                         | 0                          |
| Dobles masculino     | 500     | 300       | 180         | 90               | –         | –         | 45           | 25                         | 0                          |

## Cabezas de serie

### Individuales masculino
| Tenista           | Ranking | Preclasificado |
| Dominic Thiem     | 8       | 1              |
| Fabio Fognini     | 15      | 2              |
| Marco Cecchinato  | 18      | 3              |
| Diego Schwartzman | 19      | 4              |
| João Sousa        | 41      | 5              |
| Dušan Lajović     | 43      | 6              |
| Malek Jaziri      | 44      | 7              |
| Nicolás Jarry     | 47      | 8              |

- Ranking del 11 de febrero de 2019.[2]

### Dobles masculino
| Tenista                           | Ranking | Preclasificado |
| Marcelo Melo Bruno Soares         | 17      | 1              |
| Juan Sebastián Cabal Robert Farah | 20      | 2              |
| Nikola Mektić Horacio Zeballos    | 37      | 3              |
| Pablo Cuevas Marc López           | 79      | 4              |

## Campeones

### Individual masculino
Laslo Djere venció a  Félix Auger-Aliassime por 6-3, 7-5

### Dobles masculino
Máximo González /  Nicolás Jarry vencieron a  Thomaz Bellucci /  Rogério Dutra da Silva por 6-7(3-7), 6-3, [10-7]